# Quettetot
Quettetot ist eine Ortschaft und eine ehemalige französische Gemeinde mit 731 Einwohnern (Stand: 1. Januar 2022) im Département Manche in der Region Normandie. Sie gehörte zum Arrondissement Cherbourg.
Mit Wirkung vom 1. Januar 2016 wurden die früheren Gemeinden Bricquebec, Les Perques, Quettetot, Saint-Martin-le-Hébert, Le Valdécie und Le Vrétot zu einer Commune nouvelle mit dem Namen Bricquebec-en-Cotentin fusioniert und haben in der neuen Gemeinde den Status einer Commune déléguée. Der Verwaltungssitz befindet sich im Ort Bricquebec.

## Lage
Der Ort Quettetot liegt auf der Halbinsel Cotentin, 20 Kilometer südsüdwestlich von Cherbourg. Nachbarorte von Quettetot sind Rauville-la-Bigot im Nordosten, Bricquebec im Südosten, Le Vrétot im Südwesten, Saint-Germain-le-Gaillard im Westen sowie Grosville im Nordwesten.

## Bevölkerungsentwicklung
| Jahr                       | 1962 | 1968 | 1975 | 1982 | 1990 | 1999 | 2008 | 2015 |
| -------------------------- | ---- | ---- | ---- | ---- | ---- | ---- | ---- | ---- |
| Einwohner                  | 531  | 514  | 517  | 527  | 554  | 562  | 736  | 711  |
| Quellen: Cassini und INSEE |      |      |      |      |      |      |      |      |

## Sehenswürdigkeiten
- Kirche Notre-Dame

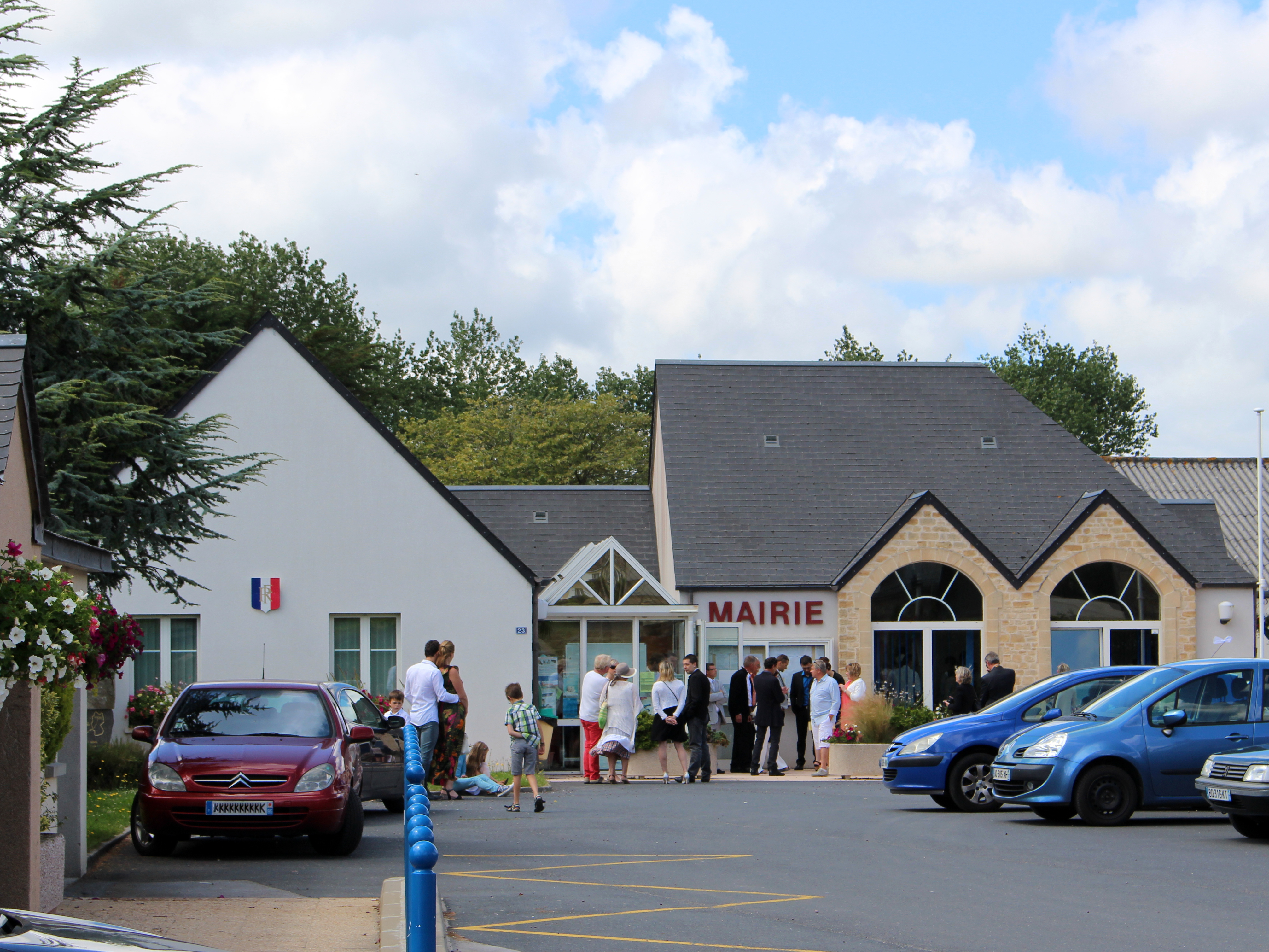
Ehemalige Mairie Quettetot
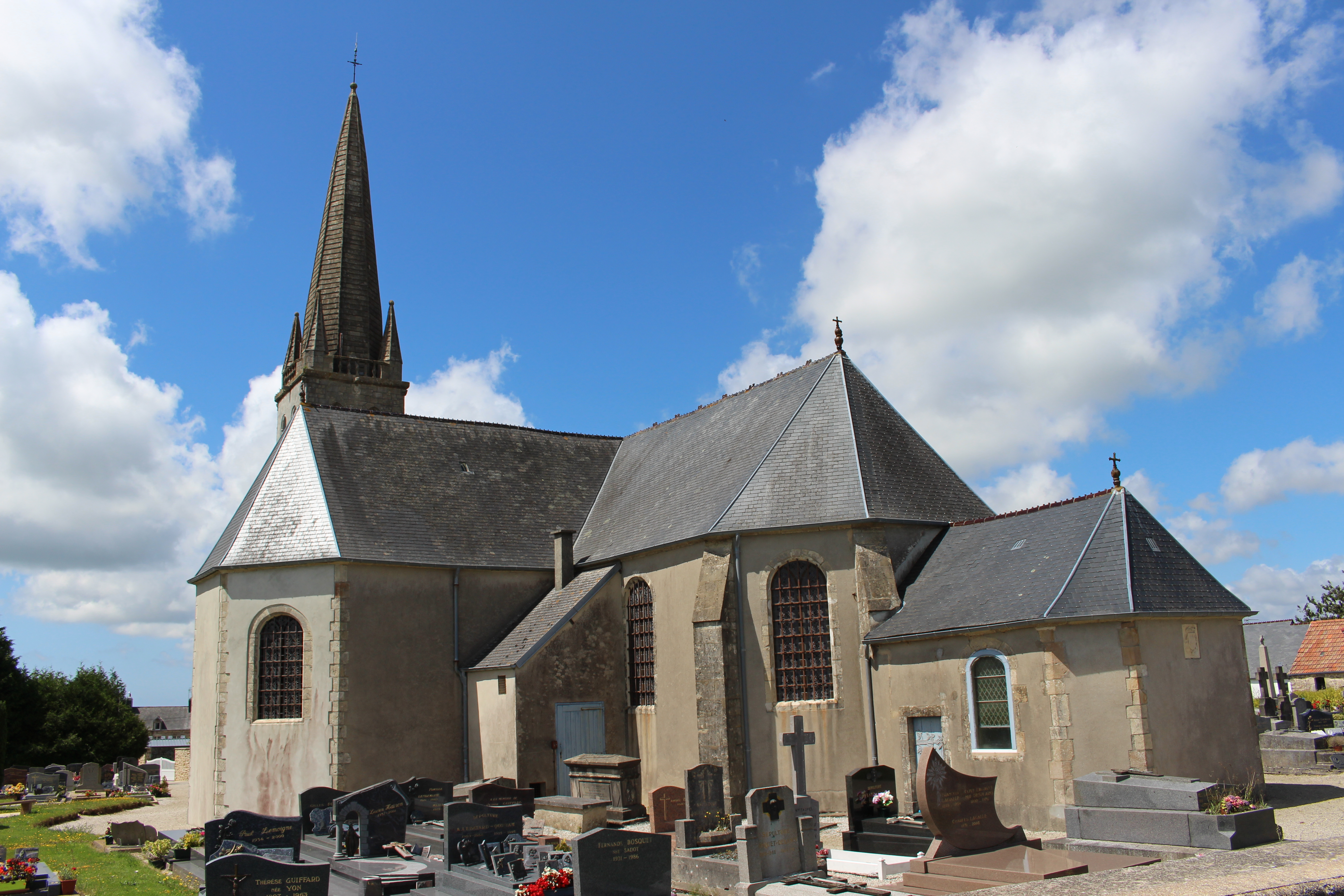
Kirche Notre-Dame